# AM (Arctic Monkeys-album)
Az AM az Arctic Monkeys angol rockegyüttes ötödik stúdióalbuma, ami 2013 szeptemberében jelent meg a Domino kiadón keresztül. A lemez producerei James Ford és Ross Orton voltak, a Sage & Sound Recording (Los Angeles) és a Rancho De La Luna (Joshua Tree) stúdiókban készült el. A lemezről több kislemez is megjelent, az R U Mine?, a Do I Wanna Know?, a Why’d You Only Call Me When You’re High?, a One for the Road, az Arabella és a Snap Out of It. Közreműködőként szerepelt rajta Josh Homme, Bill Ryder-Jones és Pete Thomas.
Az albumot több különböző zenei stílus is inspirálta, többek között a pszichedelikus rock, blues-rock, hard rock, heavy metal, desert rock, R&B és soul. Az együttes első lemeze volt, amin megpróbálkoztak a hiphop bevezetésével hangzásukba. Korábbi lemezükhöz, a Suck It and See-hez képest megváltozott a hozzáállásuk az album felvételéhez, Alex Turner frontember elmondása szerint sokkal nagyobb hangsúlyt fektettek rá, hogy egy tényleges „stúdió album” legyen. Az együttes ezek mellett használt számukra teljesen új hangszereket is, mint a zongora, orgona, guitaret és egy klasszikus dobgép. Témáját tekintve az album központjában a romantika, a szex és a magányosság van.
Az album eladásait tekintve az AM az Arctic Monkeys legsikeresebb lemeze, világszerte elérve a slágerlisták első helyét és sok másban az első tíz pozíciók egyikén végzett. A brit albumlistán listavezető volt, első hetében 157 000 példány kelt el belőle, illetve az ország egyik legkeresettebb hanglemeze lett az évtizedben, 73 000 példánnyal. Az Egyesült Államokban is az együttes legsikeresebbje, a Do I Wanna Know? című kislemez lett az első daluk, ami helyet kapott a Billboard Hot 100-on, illetve az album első helyet ért el négy különböző Billboard-listán és 2017-re platina minősítést kapott az Amerikai Hanglemezgyártók Szövetségétől (RIAA).
Az albumot méltatták a zenekritikusok, kiemelték annak „sötétebb” hangzását az együttes korábbi felvételeihez képest. Több év végi listán is helyet kapott, mint az év egyik legjobbja 2013-ban, többek között a BBC is az esztendő legjobbjának nevezte. A 2014-es Brit Awards-gálán megkapták az Év brit albuma díjat a lemezért, illetve jelölve volt a 2013-as Mercury-díjra is. Az 57. Grammy-gálán a Do I Wanna Know? jelölést kapott a Legjobb rockteljesítmény kategóriában. A New Musical Express az évtized legjobb albumának választotta és mindössze egy hónappal megjelenése után a 449. helyre helyezte Minden idők 500 legjobb albuma listáján. Ehhez hasonlóan a Rolling Stone is helyet adott neki azonos című listáján, 2020-ban a 346. pozíciót kapta meg.

## Cím
Egy Zane Lowe-vel készített interjúban a BBC Radio 1 műsorán az együttes frontembere, Alex Turner azt nyilatkozta, hogy az album a címét Velvet Underground 1985-ös VU című válogatáslemeze után kapta: „Az az igazság, hogy az ötletet a Velvet Undergroundtól loptam, beismerem és akkor ezt letudtuk. A VU album, nyilván,” majd hozzátette, hogy „Kibújtunk alóla? Igen! Ez a lemez pontosan úgy érződik, mint ahol karrierünk ezen pontján lennünk kellene. Szóval csak odaillőnek érződött, hogy a kezdőbetűink legyenek a neve.” Turner később azt is elmondta, hogy az AM eredeti címe The New Black lett volna.

## Kritikák
Az AM-et méltatták a zenekritikusok, a Metacritic weboldalon, ami 100 pontból ad egy értékelést az albumoknak szekértői elemzések alapján, 81 pontot kapott, 36 kritika alapján.

Simon Harper (Clash) azt mondta a lemezről, hogy „A hiphop nagyjai és a rock titánjaitól szerzett inspirációkat összeforrasztva az AM baljós alapokra épül, amik sötétek és megfélemlítők, de egyben borzasztóan izgalmasak.” Ray Rahman (Entertainment Weekly) A– értékelést adott neki, azt írva, hogy „Az AM keveri a The Velvet Underground dallamait, a Black Sabbath riffjeit, játékos ritmusokat és úgy érződik, mint, aki nagyon jól szórakozik vele.” A Time Out azt írta, hogy „Britannia egyik legjobb együttese csak még jobb lett egy váratlan, de nagyon kellemes albummal. Szingli férfiak, azt javaslom tegyétek le az FHM-et és vegyétek fel az AM-et.” 10/10-es kritikájukban az NME azt írta a lemezről, hogy „az AM egyértelműen és megkérdőjelezhetetlenül a karrierjük legjobb albuma.” J.C. Maçek III (PopMatters), aki 8/10-et adott a lemeznek, méltatta Turnert, amiért „élete eddigi legköltőibb” időszakában van és az AM-et úgy, írta le, mint „egy gyönyörűen összefüggő és összeillő album, ami nagyon szépen áll össze.” Tim Jonze (The Guardian) megjegyezte, hogy az album „össze tudja kötni a különböző irányokat, amibe elindul – a Humbug riffjeit és a Suck It and See sóvárgó popját – az energiával és a szórakozással, ami az első lemezeikre volt jellemző.” Stephen Thomas Erlewine (AllMusic) is egyetértett vele, azt írva, hogy „nagyon ügyesen elválasztják az együttes két személyiségét – a britpop rajongói és a heavy rock tanítványai – az AM összehozta az Arctic Monkeys erősségeit, ami már magában nagy feladat, de ezek mellett előre is mozdította az együttest, felhasználva elmosódott gitármunkát és egy erőteljesen ritmikus alapot.” Ryan Dombal (Pitchfork) azt mondta a lemezről, hogy „paranoid és kísértet járta.” Kritikájában Matt Mason (Q), aki 4/5 értékelést adott neki, a következőt írta: 
Nem fél felfedezni új dolgokat, de nem túl radikális csak azért, mert az lehet. Az Arctic Monkeys egy újabb diadalt értek el. Ugyan az évekkel csillogó energiájuk egy kicsit visszaesett, átvette a helyét az a szakértelem és a magabiztosság, ami a 2013-as Glastonbury-fellépésüket olyan tökéletessé tette. Nem az első alkalom, hogy Britannia legjobb együttesének tűnnek.
Visszatekintve az NME az AM dalait úgy írta le, mint „elvesztegetett telefonhívások, részeg csókok és késő éjszakai vallomások történetei.” Az évtized végére az NME szerint az album „megszámlálhatatlan bulinak, egy éjszakás kalandnak és depressziónak lett számlistája, minden faluban és városban ebben az országban.”

## Díjak és elismerések
A 2013-as NME Awards díjátadón az Arctic Monkeys-t jelölték a Legjobb brit együttes kategóriában, illetve az R U Mine? is kapott jelölést a Legjobb számért, megnyerve a Legjobb videóklip díjat. Ugyanebben az évben az AM jelölve volt a Mercury-díjra a legjobb albumért, a harmadik Arctic Monkeys-lemezként, ami jelölést kapott a kategóriában, debütáló lemezük, a Whatever People Say I Am, That’s What I’m Not és a Favourite Worst Nightmare után. Az album második kislemeze, a Do I Wanna Know? megnyerte a legjobb szám díjat a 2013-as Q Awards-gálán. A Do I Wanna Know? volt jelölve ezek mellett a Legjobb rockteljesítmény díjra az 57. Grammy-gálán. A 2014-es Brit Awards-díjátadón at Arctic Monkeys megnyerte az Év brit albuma és a Brit együttes díjakat, az első együttesként a gála történetében, aki háromszor megnyerte mindkét díjat egy évben (a Coldplay-nek és a Manic Street Preachers-nek ez kétszer sikerült).
Az NME 449. helyre helyezte az albumot Minden idők 500 legjobb albuma című listáján, annak ellenére, hogy csak egy hónappal korábban jelent meg. Ugyanekkor a magazin bejelentette 2013-as listáját is, amin az AM első helyen végzett: „Az AM úgy érződött, mint egy tényleges evolúció a Monkeys-nak, és nem volt rizikó nélkül. Sikere viszont két dolgon alapult, amik különlegessé tették: Alex Turner dalszövegírása és dallamszerzése.” 2019-ben az album első helyen végzett az NME Az évtized legjobb albumai listáján. 2020-ban 346. helyet kapott a Rolling Stone Minden idők 500 legjobb albuma listáján.
Mindkét listán méltatták az albumot a szerzők, az NME azt írta, hogy „az AM az az album, amihez mostantól mindent hasonlítani fognak.” A lengyel Agora SA (Gazeta Wyborcza, Gazeta.pl, TOK FM) cég 17 zenei szakértője 2013-ban az év második legjobb külföldi albumának nevezte az AM-et, az Arcade Fire Reflektorja mögött.
Az album az évtized egyik legkeresettebb hanglemez-albuma volt, csak az Egyesült Királyságban 73 000 példány kelt el belőle a 2010-es években.
| Magazin              | Lista neve                                      | Helyezés | For.   |
| -------------------- | ----------------------------------------------- | -------- | ------ |
| Consequence of Sound | 2013 50 legjobb albuma                          | 45       | [ 32 ] |
| Digital Spy          | 2013 legjobb albumai                            | 5        | [ 33 ] |
| Gazeta Wyborcza      | 2013 10 legjobb külföldi albuma                 | 2        | [ 34 ] |
| Mojo                 | A Mojo 50 legjobb albuma 2013-ban               | 4        | [ 35 ] |
| musicOMH             | A musicOMH 100 legjobb albuma 2013-ban          | 5        | [ 36 ] |
| NME                  | Az NME 50 legjobb albuma 2013-ban               | 1        | [ 37 ] |
| NME                  | NME: Az évtized legjobb albumai: A 2010-es évek | 1        | [ 38 ] |
| NME                  | Minden idők 500 legjobb albuma                  | 449      | [ 39 ] |
| PopMatters           | 2013 75 legjobb albuma                          | 28       | [ 40 ] |
| Q                    | A Q az év 50 legjobb albuma                     | 1        | [ 41 ] |
| Rolling Stone        | 2013 50 legjobb albuma                          | 9        | [ 42 ] |
| Rolling Stone        | Minden idők 500 legjobb albuma (2020-as kiadás) | 346      | [ 28 ] |
| Slant Magazine       | 2013 25 legjobb albuma                          | 16       | [ 43 ] |
| Stacker              | A 21. század 100 legjobb albuma                 | 52       | [ 44 ] |
| Time Out             | 2013 50 legjobb albuma                          | 2        | [ 45 ] |
| Uncut                | Az Uncut 50 legjobb albuma 2013-ban             | 9        | [ 46 ] |

## Számlista
Az összes dalszöveg szerzője Alex Turner, kivéve, ahol az másként fel van tüntetve, az összes szám szerzője az Arctic Monkeys.
| 1.    | Do I Wanna Know?                         |                            | 4:31 |
| 2.    | R U Mine?                                |                            | 3:21 |
| 3.    | One for the Road                         |                            | 3:26 |
| 4.    | Arabella                                 |                            | 3:27 |
| 5.    | I Want It All                            |                            | 3:04 |
| 6.    | No.1 Party Anthem                        |                            | 4:03 |
| 7.    | Mad Sounds                               | Turner, Alan Smyth         | 3:35 |
| 8.    | Fireside                                 |                            | 3:01 |
| 9.    | Why’d You Only Call Me When You’re High? |                            | 2:41 |
| 10.   | Snap Out of It                           |                            | 3:12 |
| 11.   | Knee Socks                               |                            | 4:17 |
| 12.   | I Wanna Be Yours                         | Turner, John Cooper Clarke | 3:04 |
| 41:38 |                                          |                            |      |

| Lengyel és japán bónusz dalok | Lengyel és japán bónusz dalok | Lengyel és japán bónusz dalok | Lengyel és japán bónusz dalok | Lengyel és japán bónusz dalok | Lengyel és japán bónusz dalok | Lengyel és japán bónusz dalok | Lengyel és japán bónusz dalok | Lengyel és japán bónusz dalok | Lengyel és japán bónusz dalok |
|                               | Cím                           | Hossz                         |                               |                               |                               |                               |                               |                               |                               |
| ----------------------------- | ----------------------------- | ----------------------------- | ----------------------------- | ----------------------------- | ----------------------------- | ----------------------------- | ----------------------------- | ----------------------------- | ----------------------------- |
| 13.                           | 2013 (rejtett sáv)            | 2:28                          |                               |                               |                               |                               |                               |                               |                               |
| 45:18                         |                               |                               |                               |                               |                               |                               |                               |                               |                               |

| iTunes-koncertfelvétel bónusz dalok | iTunes-koncertfelvétel bónusz dalok              | iTunes-koncertfelvétel bónusz dalok | iTunes-koncertfelvétel bónusz dalok | iTunes-koncertfelvétel bónusz dalok | iTunes-koncertfelvétel bónusz dalok | iTunes-koncertfelvétel bónusz dalok | iTunes-koncertfelvétel bónusz dalok | iTunes-koncertfelvétel bónusz dalok | iTunes-koncertfelvétel bónusz dalok |
|                                     | Cím                                              | Hossz                               |                                     |                                     |                                     |                                     |                                     |                                     |                                     |
| ----------------------------------- | ------------------------------------------------ | ----------------------------------- | ----------------------------------- | ----------------------------------- | ----------------------------------- | ----------------------------------- | ----------------------------------- | ----------------------------------- | ----------------------------------- |
| 13.                                 | Do I Wanna Know? (Live from the iTunes Festival) | 4:27                                |                                     |                                     |                                     |                                     |                                     |                                     |                                     |
| 14.                                 | Fireside (Live from the iTunes Festival)         | 2:59                                |                                     |                                     |                                     |                                     |                                     |                                     |                                     |
| 15.                                 | Arabella (Live from the iTunes Festival)         | 3:27                                |                                     |                                     |                                     |                                     |                                     |                                     |                                     |
| 16.                                 | One for the Road (Live from the iTunes Festival) | 3:28                                |                                     |                                     |                                     |                                     |                                     |                                     |                                     |
| 17.                                 | R U Mine? (Live from the iTunes Festival)        | 3:23                                |                                     |                                     |                                     |                                     |                                     |                                     |                                     |
| 59:27                               |                                                  |                                     |                                     |                                     |                                     |                                     |                                     |                                     |                                     |

| Deluxe LP (7" hanglemez) | Deluxe LP (7" hanglemez)                | Deluxe LP (7" hanglemez) | Deluxe LP (7" hanglemez) | Deluxe LP (7" hanglemez) | Deluxe LP (7" hanglemez) | Deluxe LP (7" hanglemez) | Deluxe LP (7" hanglemez) | Deluxe LP (7" hanglemez) | Deluxe LP (7" hanglemez) |
|                          | Cím                                     | Hossz                    |                          |                          |                          |                          |                          |                          |                          |
| ------------------------ | --------------------------------------- | ------------------------ | ------------------------ | ------------------------ | ------------------------ | ------------------------ | ------------------------ | ------------------------ | ------------------------ |
| 1.                       | 2013                                    | 2:26                     |                          |                          |                          |                          |                          |                          |                          |
| 2.                       | Stop the World I Wanna Get Off with You | 3:12                     |                          |                          |                          |                          |                          |                          |                          |
| 48:21                    |                                         |                          |                          |                          |                          |                          |                          |                          |                          |

## Közreműködők
| Arctic Monkeys - Alex Turner - Matt Helders - Jamie Cook - Nick O’Malley Zenészek - James Ford – billentyűk (1, 2, 4, 5 és 10) - Josh Homme – háttérénekes (3 és 11) - Pete Thomas – ütőhangszerek (7) - Bill Ryder-Jones – gitár (8) | Utómunka - James Ford – producer (összes, 2 kivételével) - Ross Orton – co-producer (összes, 1, 2 és 7 kivételével), producer (1 és 2), hangmérnök (2) - Ian Shea – hangmérnök (összes, 2 kivételével) - Tchad Blake – keverés - Brian Lucey – maszterelés Design - Alex Turner – design - Matthew Cooper – design - Zachery Michael – fényképész |

## Slágerlisták

### Heti slágerlisták
| Slágerlista (2013–2022)                       | Legmagasabb pozíció |
| --------------------------------------------- | ------------------- |
| Ausztrália (ARIA Top 50 Albums)               | 1                   |
| Ausztria (Ö3 Austria Top 40)                  | 2                   |
| Belgium (Ultratop Flandria)                   | 1                   |
| Belgium (Ultratop Vallónia)                   | 4                   |
| Dánia (Hitlisten Album Top 40)                | 1                   |
| Egyesült Királyság (UK Albums Chart)          | 1                   |
| Egyesült Királyság (UK Independent Albums)    | 1                   |
| Egyesült Királyság (Scottish Albums)          | 1                   |
| Finnország (Musiikkituottajat Albumit Top 50) | 8                   |
| Franciaország (SNEP Album Top 100)            | 4                   |
| Görögország (IFPI GRE)                        | 4                   |
| Hollandia (Dutch Charts Album Top 100)        | 1                   |
| Horvátország (HDU Nemzetközi Albumok)         | 1                   |
| Írország (IRMA)                               | 1                   |
| Írország (IRMA Független albumok)             | 1                   |
| Japán (Oricon)                                | 10                  |
| Kanada (Billboard Canadian Albums Chart)      | 3                   |
| Lengyelország (ZPAV Album Top 50)             | 3                   |
| Mexikó (Top 100 Mexico)                       | 8                   |
| Németország (Offizielle Top 100)              | 3                   |
| Norvégia (VG-lista Album Top 40)              | 5                   |
| Olaszország (FIMI Album Top 20)               | 4                   |
| Portugália (AFP Top 30 Albums)                | 1                   |
| Spanyolország (PROMUSICAE Top 100 Álbumes)    | 3                   |
| Svájc (Schweizer Hitparade Top 100 Albums)    | 2                   |
| Svédország (Sverigetopplistan Top 60 Albums)  | 14                  |
| USA Billboard 200                             | 6                   |
| USA Top Alternative Albums (Billboard)        | 1                   |
| USA Independent Albums (Billboard)            | 1                   |
| USA Top Rock Albums (Billboard)               | 1                   |
| USA Top Tastemaker Albums (Billboard)         | 1                   |
| Új-Zéland (Recorded Music NZ Top 40 Albums)   | 1                   |

### Év végi slágerlisták
| Slágerlista (2013)                     | Pozíció |
| -------------------------------------- | ------- |
| Ausztrália (ARIA)                      | 31      |
| Belgium (Ultratop Flanders)            | 11      |
| Belgium (Ultratop Wallonia)            | 97      |
| Egyesült Királyság (UK Albums Chart)   | 8       |
| Franciaország (SNEP)                   | 124     |
| Hollandia (Album Top 100)              | 78      |
| Írország (IRMA)                        | 15      |
| Izland (Tónlist)                       | 30      |
| Mexikó (Top 100 Mexico)                | 79      |
| USA Top Alternative Albums (Billboard) | 39      |
| USA Independent Albums (Billboard)     | 25      |
| USA Top Rock Albums (Billboard)        | 64      |

| Slágerlista (2014)                     | Pozíció |
| -------------------------------------- | ------- |
| Ausztrália (ARIA)                      | 20      |
| Belgium (Ultratop Flanders)            | 14      |
| Belgium (Ultratop Wallonia)            | 84      |
| Egyesült Királyság (UK Albums Chart)   | 18      |
| Franciaország (SNEP)                   | 156     |
| Hollandia (Album Top 100)              | 86      |
| Mexikó (Top 100 Mexico)                | 53      |
| Svédország (Sverigetopplistan)         | 88      |
| USA Billboard 200                      | 37      |
| USA Top Alternative Albums (Billboard) | 4       |
| USA Independent Albums (Billboard)     | 3       |
| USA Top Rock Albums (Billboard)        | 5       |
| Új-Zéland (Recorded Music NZ)          | 11      |

| Slágerlista (2015)                   | Pozíció |
| ------------------------------------ | ------- |
| Ausztrália (ARIA)                    | 89      |
| Egyesült Királyság (UK Albums Chart) | 66      |
| Mexikó (Top 100 Mexico)              | 67      |
| USA Billboard 200                    | 79      |
| USA Top Rock Albums (Billboard)      | 20      |

| Slágerlista (2016)                   | Pozíció |
| ------------------------------------ | ------- |
| Egyesült Királyság (UK Albums Chart) | 68      |
| Hollandia (Album Top 100)            | 71      |
| Mexikó (Top 100 Mexico)              | 97      |

| Slágerlista (2017)                   | Pozíció |
| ------------------------------------ | ------- |
| Egyesült Királyság (UK Albums Chart) | 79      |
| Hollandia (Album Top 100)            | 85      |
| Lengyelország (ZPAV)                 | 79      |

| Slágerlista (2018)                   | Pozíció |
| ------------------------------------ | ------- |
| Egyesült Királyság (UK Albums Chart) | 52      |
| Hollandia (Album Top 100)            | 99      |
| Portugália (AFP)                     | 154     |

| Slágerlista (2019)                   | Pozíció |
| ------------------------------------ | ------- |
| Belgium (Ultratop Flanders)          | 79      |
| Egyesült Királyság (UK Albums Chart) | 60      |

| Slágerlista (2020)                   | Pozíció |
| ------------------------------------ | ------- |
| Belgium (Ultratop Flanders)          | 61      |
| Egyesült Királyság (UK Albums Chart) | 41      |

| Slágerlista (2021)                   | Pozíció |
| ------------------------------------ | ------- |
| Ausztrália (ARIA)                    | 41      |
| Belgium (Ultratop Flanders)          | 34      |
| Belgium (Ultratop Wallonia)          | 154     |
| Dánia (Hitlisten)                    | 88      |
| Egyesült Királyság (UK Albums Chart) | 24      |
| Hollandia (Album Top 100)            | 49      |
| Írország (IRMA)                      | 45      |
| Olaszország (FIMI)                   | 95      |
| Svédország (Sverigetopplistan)       | 88      |
| USA Billboard 200                    | 120     |
| USA Top Rock Albums (Billboard)      | 18      |

| Slágerlista (2022)                   | Pozíció |
| ------------------------------------ | ------- |
| Ausztrália (ARIA)                    | 27      |
| Ausztria (Ö3 Austria Top 40)         | 72      |
| Egyesült Királyság (UK Albums Chart) | 13      |
| Hollandia (Album Top 100)            | 22      |
| USA Billboard 200                    | 105     |
| USA Top Rock Albums (Billboard)      | 15      |

### Évtized végi slágerlisták
| Slágerlista (2010–2019)              | Pozíció |
| ------------------------------------ | ------- |
| Ausztrália (ARIA)                    | 63      |
| Egyesült Királyság (UK Albums Chart) | 27      |
| Egyesült Királyság (UK Vinyl Chart)  | 6       |
| USA Top Rock Albums (Billboard)      | 19      |

## Minősítések
| Régió | Minősítés          | Eladott példányszám |
| --- | ------------------ | ------------------- |
| Ausztrália (ARIA) | 2× Platinalemez    | 140 000^            |
| Belgium (BEA) | Aranylemez         | 15 000*             |
| Dánia (IFPI Danmark) | 2× Platinalemez    | 40 000‡             |
| Egyesült Államok (RIAA) | Platinalemez       | 1 000 000‡          |
| Egyesült Királyság (BPI) | 5× Platinalemez    | 1 500 000‡          |
| Franciaország (SNEP) | Aranylemez         | 50 000*             |
| Írország (IRMA) | Platinalemez       | 15 000^             |
| Lengyelország (ZPAV) | Platinalemez       | 20 000‡             |
| Mexikó (AMPROFON) | Platina+Aranylemez | 90 000^             |
| Norvégia (IFPI Norway) | Aranylemez         | 15 000*             |
| Olaszország (FIMI) | 2× Platinalemez    | 100 000‡            |
| Portugália (AFP) | Aranylemez         | 7 500^              |
| Új-Zéland (RMNZ) | Platinalemez       | 15 000^             |
| * Eladási példányszámok kizárólag a minősítés alapján. ^ Kiszállítási példányszámok kizárólag a minősítés alapján. ‡ Eladási+streaming példányszámok kizárólag a minősítés alapján. |                    |                     |

## Kiadások
| Ország             | Dátum                | Kiadó   | Formátum(ok)                       |
| ------------------ | -------------------- | ------- | ---------------------------------- |
| Ausztrália         | 2013. szeptember 6.  | Domino  | CD digitális letöltés              |
| Franciaország      | 2013. szeptember 9.  | Domino  | CD LP Deluxe LP digitális letöltés |
| Németország        | 2013. szeptember 9.  | Domino  | CD LP Deluxe LP digitális letöltés |
| Egyesült Királyság | 2013. szeptember 9.  | Domino  | CD LP Deluxe LP digitális letöltés |
| Lengyelország      | 2013. szeptember 10. | NoPaper | CD LP digitális letöltés           |
| Egyesült Államok   | 2013. szeptember 10. | Domino  | CD LP Deluxe LP digitális letöltés |